# 瓦迪斯瓦夫·塞格达
瓦迪斯瓦夫·塞格达（波蘭語：Władysław Segda，1895年5月23日—1994年），波兰男子击剑运动员。他曾代表波兰参加1928年、1932年和1936年夏季奥林匹克运动会击剑比赛，获得二枚铜牌。